# HD 13013
HD 13013，又名BD+43 431，SAO 37794、HR 619，是一颗恒星，视星等为6.42，位于銀經137.14，銀緯-16.27，其B1900.0坐标为赤經2h 2m 18.3s，赤緯+43° -16.27′ 7″。